# Сушкевич Володимир Леонович
Володимир Леонович Сушкевич (8 червня 1939, м. Тернопіль — 12 лютого 2011, там само) — український педагог, журналіст, письменник.

## Життєпис
Володимир Сушкевич народився 8 червня 1939 року в Тернополі. Після закінчення середньої школи (1956) працював будівельником-бетонником.
Закінчив філологічний факультет Дніпропетровського університету. Працював на підприємствах Тернополя, в геодезичній партії в Східному Сибіру, вчителем у селах Зборівського та Бережанського районів;
Помер 12 лютого 2011 року у місті Тернополі, де й похований.

## Творчість
Працював у Криворізькій міській газеті «Червоний гірник», Тернопільській обласній газеті «Вільне життя». Був оглядачем обласної газети «Свобода». У 1999 році повернувся у «Вільне життя». Головна тема його творчості — давній та сучасний Тернопіль, його люди.
Працюючи в газетах «Вільне життя» та «Свобода», Сушкевич запровадив на сторінках часописів цікаві рубрики: «Кухня пана Юзека», «Зірки далекі і близькі» — спогади про відомих артистів театру і кіно, «Бамбетель».
Автор книги «Листи до друга» (2008).
«Весело і дотепно написані його «Репортерські стежки», де він виступає в різноманітних, часто комічних, ролях. А його книга «Листи до друга», як розповідав згодом В. Сушкевич: той друг — то збірний образ кількох його однокласників, розкиданих по світу. І він через роки і віддалі розповідає їм про місто їхнього дитинства, чим живе воно нині. Але не лише друзі, всі ми читаємо їх з великою насолодою, пізнаючи рідне місто, відкриваючи для себе чимало цікавого й незнаного» .

### Публікації
- Сушкевич В. Останній: З циклу «Лист до друга» // Вільне життя плюс. — 2011. — 16 лют. — С. 9.
- Сушкевич В. Саме тут розпочалася світова слава Соломії Крушельницької: Згадаймо основні сходинки її життя // Соломія. — 2010. — № 2 (квіт. — черв.). — С. 4.
- Сушкевич В. Володимир Сушкевич: «Усе б віддав за літній дощ» // Вільне життя плюс. — 2011. — 16 лют. — С. 9.
- Щодо України — щирий: Іван Мазепа (1639—1709) — суспільнополітичний діяч, воєначальник, дипломат, гетьман України, князь // Соломія. — 2010. — № 5 (груд.). — С. 4.

## Відзнаки
- Заслужений журналіст України (1998),
- лауреат премії Національної спілки журналістів України «Золоте перо» (1999).